# ロドシクルス属
ロドシクルス属（ロドシクルスぞく、Rhodocyclus）はPseudomonadota門ベータプロテオバクテリア綱ロドシクルス目ロドシクルス科の属の一つである。ロドシクルス科のタイプ属であり、グラム陰性の非芽胞形成光合成桿菌。菌体は丸まって環状になる。基準種はロドシクルス・プルプレウスで、名称は赤い輪を意味する。
バクテリオクロロフィルaとカロテノイドにより光合成を行うが、暗条件でも好気条件下で有機酸を利用して生活することができる。基準種のロドシクルス・プルプレウスは紫色であるが、明条件よりも暗条件の方が色が濃くなることが知られている。

## 下位分類（種）
ロドシクルス属は以下の種を含む(2024年8月現在)。

### IJSEMに正式承認されている種
- Rhodocyclus gracilis　ロドシクルス・グラキリス

Kyndt et al. 2022
- Rhodocyclus purpureus　ロドシクルス・プルプレウス

Pfennig 1978 (Approved Lists 1980)
- Rhodocyclus tenuis　ロドシクルス・テヌイス

(Pfennig 1969) Imhoff et al. 1984

### IJSEMに未承認の種
- Rhodocyclus gelatinosus　ロドシクルス・ガラチノスス

(Molisch 1907) Imhoff et al. 1984